# Wilfred Edward Hampton
Pour les articles homonymes, voir Hampton.
Wilfred Edward Hampton, né en 1907 et mort le 19 janvier 1994 à Lymington, est un aviateur et explorateur britannique.

## Biographie
Hampton étudie à Wrekin College, puis à Trinity Hall à Cambridge, où il se fait remarquer comme excellent joueur de cricket et en athlétisme. Membre de l'University Air Squadron (en), il obtient un diplôme en ingénierie aéronautique. De 1929 à 1930, il suit une formation d'aviateur et devient ingénieur chez Haviland.
Il participe en 1930 à l'expédition au Groenland de Gino Watkins comme pilote et ingénieur au sol, responsable du gréement de deux avions Gypsy Moth et de leur entretien. Avec John Riddoch Rymill, traversent le Groenland de Sermilik à Ivigtut.
De 1934 à 1937, il est le chef adjoint de Rymill dans une expédition en Terre de Graham. Il est à la fois chef adjoint et pilote en chef responsable de tous les vols et de la maintenance de l'avion, un De Havilland Fox Moth. Le but de l'expédition est de faire un levé topographique d'une partie non cartographiée de l'Antarctique. De nombreuses nouvelles terres sont aperçues en premier depuis les airs puis cartographiés au sol. Il est alors démontré que la Terre de Graham fait partie du continent principal et non, comme le prétendait Hubert Wilkins, un archipel. Hampton est entièrement responsable du programme de vol (150 heures de vol au total), l'avion ayant constamment besoin d'attention pour maintenir son efficacité dans des conditions difficiles. De plus, il a la responsabilité de la direction adjointe et l'une de ses principales tâches autres que le vol est de concevoir et de superviser la construction de la nouvelle cabane de base pour le deuxième année de l'expédition. L'expédition a la permission d'utiliser le bois stocké de l'ancienne station baleinière de l'île de la Déception qu'Hampton, en route vers le sud, a noté la disponibilité. Sous sa supervision, les poutres principales sont coupées ainsi que les mortaises et les tenons. La maison, y compris le hangar et l'atelier attenants, sont réalisés en 19 jours.
Après l'expédition, Hampton devient responsable de la Royal Air Force Reserves (en). Lorsque la Seconde Guerre mondiale commence, il rejoint le Département de l'aviation civile relevant du ministère de l'Air. Soucieux de reprendre le vol actif, il est détaché en 1942 à la BOAC, où il participe aux Leuchars à Stockholm, des opérations nocturnes clandestines utilisées pour récupérer des matières premières. Par la suite, il est affecté au Moyen-Orient, en Inde et en Afrique.
Après la guerre, il rejoint la Napier Aircraft Company. Vice-commodore du Royal Lymington Club Yacht, il épouse Joan Fooks en 1945. Le couple aura une fille et un fils.
Il obtient pour ses voyages en Arctique la Médaille polaire avec barrette Arctique et Antarctique.

## Hommage
- Le Hampton Glacier (en) porte son nom[3],[4].